# Ruscarius
Ruscarius es un género de peces de la familia Cottidae. Fue descrito por David Starr Jordan y Edwin Chapin Starks en 1895.

## Especies
- Ruscarius creaseri (C. L. Hubbs, 1926)
- Ruscarius meanyi (D. S. Jordan y Starks, 1895)